# Guerchy
Guerchy ist eine Commune déléguée in der französischen Gemeinde Valravillon mit 759 Einwohnern (Stand: 1. Januar 2022) im Département Yonne in der Region Burgund.
Seit 1. Januar 2016 ist sie Teil der Gemeinde Valravillon in der neuen Region Bourgogne-Franche-Comté. Die Gemeinde Guerchy gehörte zum Kanton Charny (bis 2015 Kanton Aillant-sur-Tholon) und zum Arrondissement Auxerre. 

## Geographie
Guerchy liegt etwa 16 Kilometer nordwestlich von Auxerre am Fluss Ravillon.

## Bevölkerungsentwicklung
| Jahr                      | 1962 | 1968 | 1975 | 1982 | 1990 | 1999 | 2006 | 2013 |
| Einwohner                 | 421  | 414  | 377  | 375  | 421  | 465  | 617  | 659  |
| Quelle: Cassini und INSEE |      |      |      |      |      |      |      |      |

## Sehenswürdigkeiten

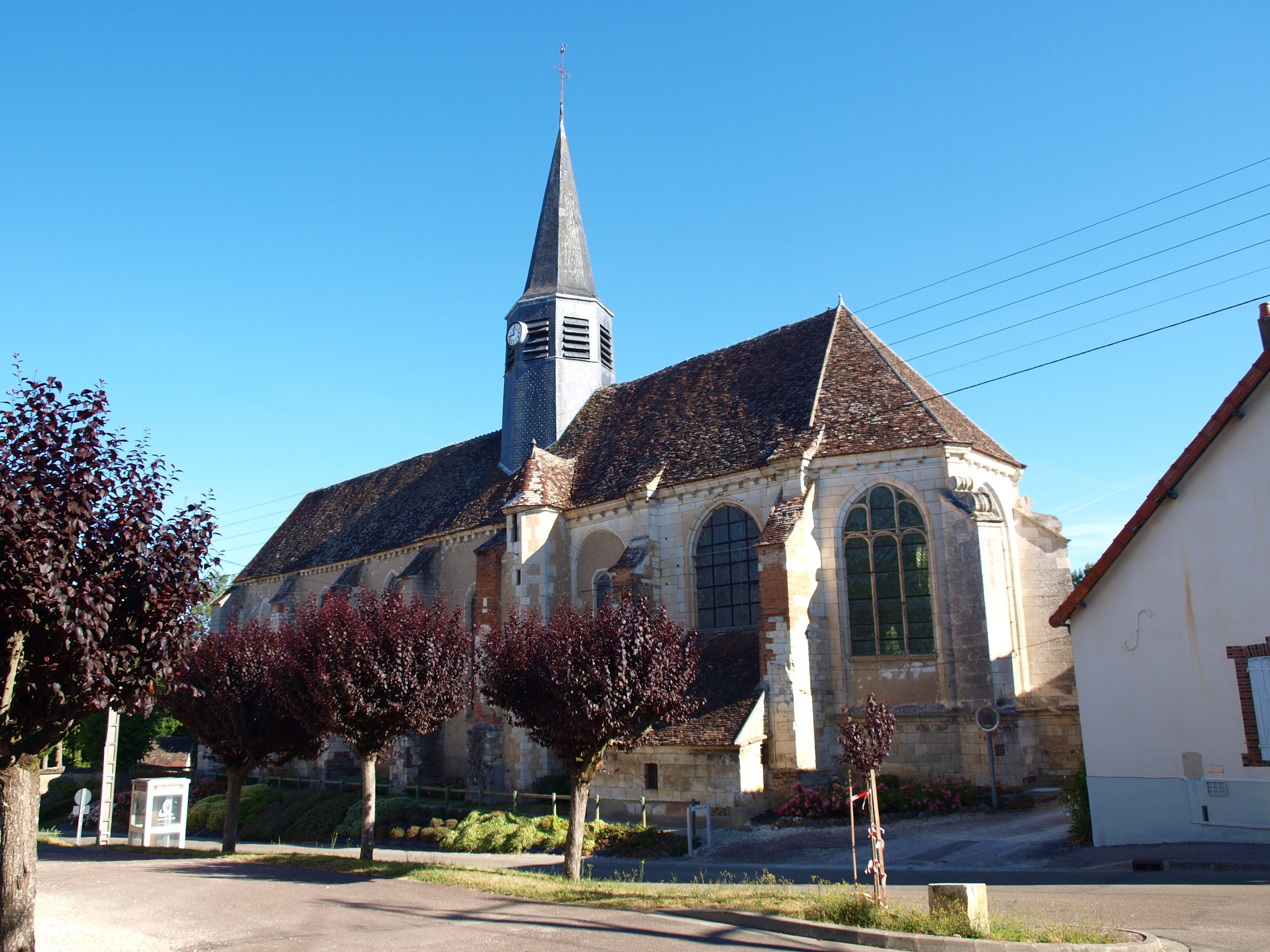
Kirche

- Kirche